# Verbascum martini
Verbascum martini är en flenörtsväxtart som beskrevs av Adrien René Franchet. Verbascum martini ingår i släktet kungsljus, och familjen flenörtsväxter. Inga underarter finns listade i Catalogue of Life.